# Crocus banaticus
Crocus banaticus es una especie de planta fanerógama del género Crocus perteneciente a la familia de las Iridaceae. Es originaria de Rumania

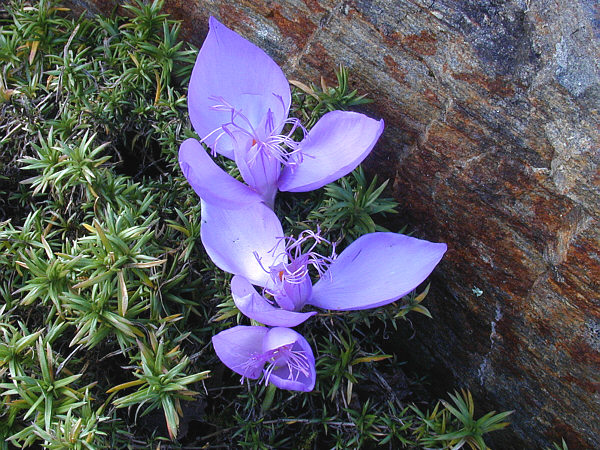
Flores

## Descripción
Crocus banaticus tiene las flores, por lo general, de color violeta, pero también blancas, aparecen en otoño (caída). Los pequeños tépalos interiores están rodeados de tres tépalos más grandes, a diferencia de la especie del azafrán más simétricas que se encuentran fuera de la subfamilia. Las flores son seguidas por hojas similares al pasto, que carecen de la franja plateada normalmente asociada con el género.
C. banaticus ha ganado el Award of Garden Merit de la Royal Horticultural Society.

## Distribución
Crocus banaticus,  es una especie de Rumania que florece a principios de otoño antes de sus hojas. Es muy hermoso con las largas flores violetas  con cámara y que se ve un poco como irisada. Se cultiva en condiciones frías y húmedas.

## Taxonomía
Crocus banaticus fue descrita por János A. Heuffel y publicado en Flora 18: 255. 1835.
Etimología
Crocus: nombre genérico que deriva de la palabra griega:
κρόκος ( krokos ). Esta, a su vez, es probablemente una palabra tomada de una lengua semítica, relacionada con el hebreo כרכום karkom, arameo ܟܟܘܪܟܟܡܡܐ kurkama y árabe كركم kurkum, lo que significa " azafrán "( Crocus sativus ), "azafrán amarillo" o la cúrcuma (ver Curcuma). La palabra en última instancia se remonta al sánscrito kunkumam (कुङ्कुमं) para "azafrán" a menos que sea en sí mismo descendiente de la palabra semita.
banaticus: epíteto latíno que significa "de Banat, Rumania".
Sinonimia
- Crocus herbertianus Körn.
- Crocus iridiflorus Heuff. ex Rchb.
- Crocus nudiflorus Schult.[8][9]